# Ilfov megye
Ilfov megye (magyarul: Jilfó megye) közigazgatási egység Romániában, a Havasalföld régióban, amely a román fővárost, Bukarestet öleli körül. 246 km2-es területével Románia legkisebb megyéje, ezzel együtt az ország teljes területének csupán 0,1%-át adja. Ugyanakkor közel 542 ezer fős lakosságával Románia 13. legnépesebb közigazgatási egysége, ezzel az ország népességének 2,8%-ával rendelkezik, népsűrűsége az országos átlag közel háromszorosa.
Északról Prahova megye, keletről Ialomița megye és Călărași megye, délről Giurgiu megye, nyugatról pedig Dâmbovița megye határolja. Közigazgatási székhelye papíron Bukarest, ugyanakkor a közigazgatási egységek Buftea városában találhatóak. A megye jelentős városai közé tartozik emellett Románia legnagyobb repülőtere miatt ismert Otopeni, az ipari tevékenysége miatt kiemelkedő Bragadiru, illetve a dinamikusan fejlődő lakónegyedeiről ismert Chiajna.
Ilfov megye Románia délkeleti részén található, és földrajzilag a Román-alföld része. A megye területén több folyó folyik át, köztük a Dâmbovița, a Colentina és az Argeș. Ezek mellett számos tó található itt, például a Snagov, a Cernica és a Căldărușani, amelyek jelentős szerepet játszanak a turizmusban és a rekreációban. A megye déli része síkvidéki, míg észak felé haladva dombosabbá válik, főként mezőgazdasági területekkel. Ilfovot egykor a Codrii Vlăsiei nevű sűrű erdők borították, amelyek ma már jórészt eltűntek, de történelmi jelentőségük megmaradt.
Történelme szoros kapcsolatban áll Románia történelmével, különösen a dákokkal és a rómaiakkal. A terület nagy része egykor a Codrii Vlăsiei, vagyis a Vlachs (románok) erdőségeként ismert, amely fontos szerepet játszott a népvándorlás korszakában, mivel a vastag erdők védelmet nyújtottak a támadók ellen. A középkor folyamán a térség felett gyakran változott a politikai irányítás, míg az újkor kezdetén a területet Havasalföld részeként említik, amely a román fejedelemséghez tartozott. A 19. és 20. században a térség, különösen Bukarest közelsége miatt, fontos gazdasági és közigazgatási szerepet játszott, és jelentős ipari fejlődést tapasztalt, ami az ipar és az infrastruktúra fejlesztését hozta magával.

## Földrajz
A fontosabb folyók, amelyek keresztülhaladnak a megyén a Dâmbovița, a Colentina és a Gruiu. Több tava is van, mint a Cernica, a Snagov-tó és a Căldărușani-tó.

## Történelem
Ilfov jó részét sokáig sűrű erdőség, a Codrii Vlăsiei borította, de a román források szerint sok dák település volt itt, köztük a mai Popești helyén az Argeș folyó jobb partján Argedava, Burebista dák király székhelye.
A népvándorlás korában a lovon nehezen járható erdőség jó búvóhely volt – az erdő nevének jelentése "a Vlachok (románok) erdeje", amit román források szerint a környező alföldeken lakó szlávok adtak a területnek.
A megyét az Ilfov folyóról nevezték el, amelynek neve szláv eredetű. A név az írott forrásokban először a snagovi kolostor 1482-ből származó adománylevelében jelent meg.

## Népesség
A 2002-es népszámlálás szerint a megyében a 11002 (3,66%) főt kitevő cigány kisebbség után a magyarok a legszámottevőbbek (194 fő, 0,65%).
A 2011-es népszámlálás adatai szerint a megye 388 738 lakosának 87,9%-a román, 4,0%-a roma. A megyében 681 kínai, 538 török, 242 magyar, 120 görög, 114 zsidó, 111 német, 98 olasz, 95 lipován, 64 macedón, 62 örmény, 45 bolgár, 39 ukrán, 30 tatár, 22 csángó, 20 lengyel, 10 szerb, 3 horvát, illetve 1015 fel nem sorolt nemzetiséghez tartozó is élt.

## Gazdaság
Gazdasága korábban elsősorban a mezőgazdaságra épült, az utóbbi években-évtizedekben azonban nagyon sok cég nyitott irodát, termelőüzemet és raktárakat az Ilfov megyei településeken. A megye Románia legfejlettebb régiójává vált.
Fontos iparágai: élelmiszer- és italipar, textilipar, mechanikai alkatrészek gyártása, vegyipar, papíripar, bútoripar, gumiipar, elektronikaialkatrész-gyártás, szállítási felszerelések gyártása, elektronikai és optikai berendezések gyártása
Otopeniben van Románia fő repülőtere, a Henri Coandă nemzetközi repülőtér.

## Turizmus, látnivalók
Az erős iparosodás ellenére a megye nagy területeit borítják erdők, tavai pedig vonzerőt jelentenek a hétvégi és szünidei turistáknak, akik főleg Bukarestből érkeznek.
Fő látnivalói:
- A snagovi kolostor (Snagov)
- A cernicai kolostor Cernica
- A mogoșoaiai palota Mogoșoaia
- A căldărușanii kolostor (Căldărușani)
- A Ghica családi kastély (Moara Vlăsiei)
- A Știrbei-palota (Buftea)

## Települések

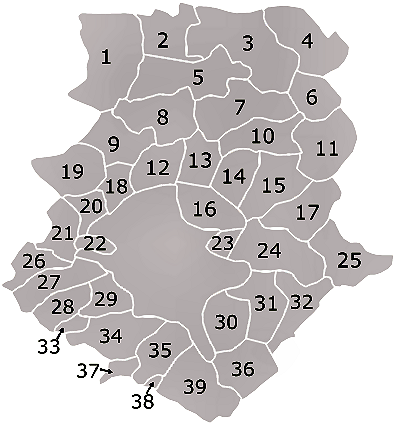
Ilfov megye települései

A 39 település közül, 8-nak van városi rangja.
1. Periș
2. Ciolpani
3. Gruiu
4. Nuci
5. Snagov
6. Grădiștea
7. Moara Vlăsiei
8. Balotești
9. Corbeanca
10. Dascălu
11. Petrăchioaia
12. Otopeni (város)
13. Tunari
14. Ștefăneștii de Jos
15. Afumați
16. Voluntari (város)
17. Găneasa
18. Mogoșoaia
19. Buftea (város)
20. Chitila (város)
21. Dragomirești Vale
22. Chiajna
23. Dobroiești
24. Pantelimon (város)
25. Brănești
26. Ciorogârla
27. Domnești
28. Clinceni
29. Bragadiru (város)
30. Popești-Leordeni (város)
31. Glina
32. Cernica
33. Cornetu
34. Măgurele (város)
35. Jilava
36. Berceni
37. Dărăști
38. 1 Decembrie
39. Vidra